# Wilmar Dias da Silva
Wilmar Dias da Silva (Barbacena, 12 de outubro de 1930) é um pesquisador brasileiro, membro titular da Academia Brasileira de Ciências na área de Ciências Biomédicas desde 10 de maio de 1990. É pesquisador do Instituto Butantan na área de imunologia.
Foi condecorado na Ordem Nacional do Mérito Científico.